# San Diego Open 1989
Il San Diego Open 1989 è stato un torneo di tennis giocato sul cemento. 
È stata l'11ª edizione del torneo di San Diego, che fa parte della categoria Tier IV nell'ambito del WTA Tour 1989
Si è giocato a San Diego negli USA dal 31 luglio al 6 agosto 1989.

## Campionesse

### Singolare
Steffi Graf ha battuto in finale  Zina Garrison con il punteggio di 6–4, 7–5

### Doppio
Elise Burgin /  Rosalyn Fairbank hanno battuto in finale  Gretchen Magers /  Robin White con il punteggio di 4–6, 6–3, 6–3